# Кристиан Гюнтер фон Щолберг-Щолберг
Кристиан Гюнтер фон Щолберг-Щолберг (на немски: Christian Günther Graf zu Stolberg-Stolberg; * 9 юли 1714, Щолберг, Харц; † 22 юни 1765, Аахен) е граф на Щолберг-Щолберг, господар на Брамщет (Холщайн), при Нойщат в Харц в Тюрингия.

## Произход
Той е четвъртият син, седмото дете, на граф Кристоф Фридрих фон Щолберг-Щолберг (1703 – 1761) и съпругата му графиня Луиза Шарлота фон Щолберг-Росла (1716 – 1796), дъщеря на чичо му граф Йост Кристиан фон Щолберг-Росла (1676 – 1739) и графиня Емилия/Амелия Августа фон Щолберг-Гедерн (1687 – 1730), дъщеря на граф Лудвиг Кристиан фон Щолберг-Гедерн (1652 – 1710) и графиня Кристина фон Мекленбург-Гюстров (1663 – 1749). Внук е граф Кристоф Фридрих фон Щолберг-Щолберг (1672 – 1738) (1672 – 1738) и фрайин Хенриета Катарина фон Бибран и Модлау (1680 – 1748).
Правнук е на граф Кристоф Лудвиг I фон Щолберг (1634 – 1704) и ландграфиня Луиза Кристина фон Хесен-Дармщат (1636 – 1697), дъщеря на ландграф Георг II фон Хесен-Дармщат (1605 – 1661) и принцеса София Елеонора Саксонска (1609 – 1671), дъщеря на курфюрст Йохан Георг I от Саксония.
Най-големият му брат Кристоф Лудвиг II фон Щолберг-Щолберг (1703 – 1761) е граф на Щолберг-Щолберг,
Кристиан Гюнтер фон Щолберг-Щолберг умира на 22 юни 1765 г. в Аахен на 50 години и е погребан във Ваалс.

## Фамилия
Кристиан Гюнтер фон Щолберг-Щолберг се жени на 26 май 1745 г. в Хамбург за графиня Кристиана Шарлота фон Кастел-Ремлинген (* 5 септември 1722, Ремлинген; † 20 декември 1773, Хамбург-Алтона или Копенхаген), дъщеря на граф Карл Фридрих Готлиб фон Кастел-Ремлинген (1679 – 1743), полски генерал-майор, губернатор на Лайпциг, и Фридерика Елеонора фон Кастел-Рюденхаузен (1701 – 1760). Те имат 12 деца, от които осем порастват:
- Хенриета Августа Луиза Фридерика фон Щолберг-Щолберг (* пр. 12 януари 1747, Хамбург; † 2 август 1782, Драйлютцов, Мекленбург), омъжена на 3 декември 1762 г. в Копенхаген за граф Андреас Петер фон Бернсторф (* 28 август 1735; † 1795/21 юни 1797, Копенхаген)
- Кристиан фон Щолберг-Щолберг (* 15 октомври 1748, Хамбург; † 19 януари 1821, Виндеби), женен на 16 юни 1777 г. в Копенхаген за графиня Фредерика Луиза Ревентлов (* 21 август 1746, Копенхаген; † 29 ноември 1824)
- Фридрих Леополд фон Щолберг-Щолберг (* 7 ноември 1750, Брамщет; † 5 декември 1819, Зондермюлен при Оснабрюк), женен I. на 11 юни 1782 г. в Еутин за Хенриета Елеонора Агнес фон Витцлебен (* 9 октомври 1762; † 15 ноември 1788), II. на 15 февруари 1790 г. в Берлин за графиня София Шарлота Елеонора фон Редерн (* 4 ноември 1765, Берлин; † 8 януари 1842); има общо 18 деца
- Хенриета Катарина фон Щолберг-Щолберг (* 5 декември 1751, Брамщет; † 22 февруари 1832, Петерсвалдау), неомъжена
- Аугуста Луиза фон Щолберг-Щолберг (* 7 януари 1753, Брамщет; † 30 юни 1835, Кил), омъжена на 7 август 1783 г. за граф Андреас Петер фон Бернсторф (* 28 август 1735; † 1795/21 юни 1797), вдовец на сестра ѝ Хенриета Августа
- Карл Фридрих Готлиб фон Щолберг-Щолберг (* 12 февруари 1754, Брамщет; † 9 декември 1754, Брамщет)
- Карл Фридрих Готлиб фон Щолберг-Щолберг (* 20 април 1755; † 20 май 1755)
- Андреас фон Щолберг-Щолберг (* 1756; † 1759)
- София Магдалена Каролина фон Щолберг-Щолберг (* 3 февруари 1758, Копенхаген; † 21 юни 1797)
- Фридерика Юлиана Мария Шарлота фон Щолберг-Щолберг (* 9 ноември 1759; † 20 май 1847), омъжена на 27 април 1787 г. за Хенинг фон Витцлебен (* 14 юни 1759; † 1838), братът на снаха ѝ Хенриета Елеонора Агнес фон Витцлебен (1762 – 1788)
- Магнус Ернст Кристиан фон Щолберг-Щолберг (* 30 октомври 1760/1 декември 1762, Копенхаген; † 10 декември 1780, убит в дуел в Кил)
- Андреас Хайнрих фон Щолберг-Щолберг (* 11 август 1762, Глюкщат; † 29 юни 1765)